# چارگوش‌ماهیان نرم‌بینی
چارگوش‌ماهیان نرم‌بینی (نام علمی: Arhynchobatidae) نام یک خانواده از راسته چارگوش‌ماهی‌سانان است.